# فرار از زندان (فصل ۳)
فصل سوم مجموعهٔ تلویزیونی فرار از زندان، از ۱۷ سپتامبر ۲۰۰۷، دوشنبه‌ها ساعت ۸:۰۰ بعد از ظهر از شبکه فاکس در ایالات متحده شروع به پخش کرد. این فصل، شامل ۱۳ قسمت است و در ۱۸ فوریه ۲۰۰۸ به پایان رسید. این فصل به دلیل اعتصاب انجمن نویسندگان از دو فصل قبلی کوتاهتر بود.

## داستان
در این فصل باز هم قهرمان محبوب داستان باید از زندان فرار کند. با این تفاوت که نه نقشه زندان را دارد و نه زندان نگهبانی درستی دارد. گروهی از زندانیان مدیریت زندان را بر عهده گرفته‌اند و در دعواهای دو نفره اختلافات را حل می‌کنند.
در فصل سوم مایکل اسکافیلد به جرم قتل به زندان می‌افتد طی این مدت سازمان سارا و ال‌جی را گروگان می‌گیرد و از مایکل می‌خواهد که یکی از افرادشان به نام جیمز ویسلر را فراری دهد.
در این فصل سازمان برای زهر چشم گرفتن از مایکل سر زنی را به لینکلن باروز برادر مایکل نشان می‌دهد و ادعا می‌کند که این سر سارا تانکردی است و آن‌ها سارا را کشته‌اند. مایکل با شنیدن خبر کشته شدن سارا تصمیم می‌گیرد تا بعد از خروج از سونا انتقام او را از افراد سازمان بگیرد.

## قسمت‌ها
| شم. کلی | شم. در فصل | عنوان              | کارگردان        | نویسنده                     | تاریخ انتشار اصلی | کد تولید | آمریکا تعداد بیننده (میلیون) |
| ------- | ---------- | ------------------ | --------------- | --------------------------- | ----------------- | -------- | ---------------------------- |
| ۴۴      | ۱          | «گرایش»            | کوین هوکس       | پل شیورینگ                  | ۱۷ سپتامبر ۲۰۰۷   | 3AKJ01   | ۷٫۵۱                         |
| ۴۶      | ۲          | «آب/آتش»           | بابی راث        | مت اولمستد                  | ۲۴ سپتامبر ۲۰۰۷   | 3AKJ02   | ۷٫۴۱                         |
| ۴۷      | ۳          | «انتظار تماس»      | میلان چیلوف     | زاک استرین                  | ۱ اکتبر ۲۰۰۷      | 3AKJ03   | ۷٫۲۹                         |
| ۴۸      | ۴          | «نرده‌های خوب»      | مایک سوییتزر    | نیک سانتورا                 | ۸ اکتبر ۲۰۰۷      | 3AKJ04   | ۷٫۳۵                         |
| ۴۹      | ۵          | «دخالت»            | کارن گاویولا    | کارین یوشر                  | ۲۲ اکتبر ۲۰۰۷     | 3AKJ05   | ۷٫۴۴                         |
| ۵۰      | ۶          | «پایان عکس»        | کوین هوکس       | ست هافمن                    | ۵ نوامبر ۲۰۰۷     | 3AKJ06   | ۷٫۶۹                         |
| ۵۱      | ۷          | «بیا بریم»         | وینسنت میسیانو  | زاک استرین و کالیندا وازکز  | ۵ نوامبر ۲۰۰۷     | 3AKJ07   | ۸٫۰۰                         |
| ۵۲      | ۸          | «بزن و بسوزان»     | بابی راث        | کریستین تروکی و نیک سانتورا | ۱۲ نوامبر ۲۰۰۷    | 3AKJ08   | ۷٫۱۸                         |
| ۵۳      | ۹          | «در جعبه»          | کریگ راس جونیور | کارین یوشر                  | ۱۴ ژانویه ۲۰۰۸    | 3AKJ09   | ۷٫۸۷                         |
| ۵۴      | ۱۰         | «چرت خاکی»         | مایکل سوییتزر   | مت اولمستد و ست هافمن       | ۲۱ ژانویه ۲۰۰۸    | 3AKJ10   | ۷٫۸۱                         |
| ۵۵      | ۱۱         | «زیر و بیرون»      | گرگ یایتانز     | زاک استرین                  | ۴ فوریه ۲۰۰۸      | 3AKJ11   | ۷٫۳۵                         |
| ۵۶      | ۱۲         | «جهنم یا طغیان آب» | کوین هوکس       | نیک سانتورا                 | ۱۱ فوریه ۲۰۰۸     | 3AKJ12   | ۷٫۸۴                         |
| ۵۷      | ۱۳         | «هنر معامله»       | نلسون مک کورمیک | مت اولمستد و ست هافمن       | ۱۸ فوریه ۲۰۰۸     | 3AKJ13   | ۷٫۴۰                         |

## شخصیت‌ها
- مایکل اسکافیلد: در این فصل به زندانی به نام سونا در کشور جمهوری پاناما می‌افتد و برای نجات برادر زاده اش می‌خواهد شخصی از افراد کمپانی نجات دهد.
- لینکلن باروز: برادر مایکل که در این فصل در پاناما سرگردان است و اتفاقاتی برایش می‌افتد.
- الکساندر ماهون: پلیس فدرالی که برای دستگیری مایکل و لینکون به دنبالشان تا پاناما می‌رود و برایش پاپوش درست می‌کنند و گرفتار می‌شود و او نیز به زندان سونا می‌افتد.
- فرناندو سوکره: هم سلولی مایکل در فصل اول که او نیز در این جریانات به پاناما آمده است و خود او نیز به زندان می افتد.
- تئودور بگول: او در زندانی است که مایکل نیز در آن زندانی است او نیز برای فرار با مایکل است اما مایکل به او کلک می‌زند او پس از فرار مایکل و پس از آتش‌سوزی سونا با کل زندانیان فرار می‌کند.
- براد بلیک: در زندان سونا او با مایکل قصد فرار دارد اما مایکل به او کلک می‌زند، پس از فرار مایکل از سونا، در پی شورش زندان به وسیلهٔ تئودور بگول با همهٔ زندانی‌ها از آنجا فرار می‌کند.
- ال جی باروز: او در این فصل توسط گرچن مورگان گروگان گرفته می‌شود و سرانجام با جیمز ویسلر مبادله می‌شود.
- گرچن مورگان: گرچن شخصیتی است که نقش آن را جودی لین اویکیف بازی کرده‌است. او در فصل سوم، سارا تانکردی و ال جی باروز را گروگان می‌گیرد و دستور فراری دادن ویسلر را به مایکل می‌دهد. در فصل چهارم مایکل از او می‌خواهد جای سارا را به او بگوید اما موفق نمی‌شود وقتی مشخص می‌شود که ویسلر به سازمان خیانت کرده او را زندانی می‌کنند ولی او فرار کرده و قصد دارد از سازمان انتقام بگیرد او سیلا را بدست می‌آورد ولی به خاطر یک اشتباه آن را از دست می‌دهد او در هنگام مبارزه با افرادی که سیلا را در اختیار دارند زخمی می‌شود و به زندان میامی می‌رود.
- سوفیا لوگو: دوست دختر جیمز ویسلر شخصیتی است که نقش آن را دانای گارسیا بازی می‌کند. او دوست دختر جیمز ویسلر می‌باشد کسی که دستور فرار او را به مایکل دادند. او در این فصل با کمک لینکلن باروز متوجه می‌شود که دوست پسرش با یک اسم جعلی به نام گری میلر برای سازمان کار می‌کند او پس از فرار جیمز از زندان رابطه اش را با او قطع می‌کند و با لینکلن وارد رابطه می‌شود.
- جیمز ویسلر: جیمز ویسلر شخصیتی است که کریس ونس نقش او را بازی می‌کند. او همراه با مایکل در  این فصل از زندان فرار می‌کند و با ال جی مبادله می‌شوند.
- لچرو: او زندانیِ ارشد زندانی به نام سونا در پاناماست. او که به جرم قاچاق به زندان افتاده‌است در همان ابتدا با مایکل مشکل پیدا می‌کند. مایکل که می‌خواهد از امکانات او برای فرار استفاده کند، به او در ادارهٔ زندان کمک می‌کند، اما او متوجه می‌شود و تقاضا می‌کند همراه مایکل در فرارش باشد، ولی مایکل هنگام فرار به او کلک می‌زند و او هنگام فرار تیر می‌خورَد و سرانجام به دست تئودور بگول خفه می‌شود.
- مک گریدی: جوانی که عاشق بسکتبال است و در زندان سونا کمک‌هایی به مایکل می‌کند و در آخر به همراه مایکل اسکافیلد از زندان سونا فرار می‌کند.